# Hörfunksendung
Eine Hörfunksendung (auch Radiosendung) ist eine Sendung, die von öffentlich-rechtlichen, privaten, freien, staatlichen Rundfunkveranstaltern oder Dritten im Hörfunk produziert und über terrestrische Sendeanlagen, Satellit, Kabel oder Livestream verbreitet wird. 

## Allgemeines
Die Hörfunksendung ist ein Bestandteil des gesamten Hörfunkprogramms. Da es sich bei Hörfunksendungen oft um regelmäßige Ereignisse wie Nachrichten, Wetterberichte oder Serien wie ZeitZeichen handelt, liegen für die einzelnen Veranstalter Programmschemata vor, aus denen hervorgeht, wann bestimmte Sendungen angeboten werden. Sie bilden die feste Struktur, in welche das übrige Rundfunkprogramm eingeordnet wird.

## Geschichte
Die norwegische Kindersendung Lørdagsbarnetimen (deutsch „Kinderstunde am Samstag“), die am 20. Dezember 1924 gestartet wurde, galt bei ihrer Einstellung 2010 als die älteste Hörfunksendung der Welt. In den USA zählt die Radioshow Grand Ole Opry (seit November 1925) zu den am längsten laufenden Sendungen.
Die erste Hörfunksendung in Deutschland ist die erstmals am 29. Oktober 1923 in Berlin ausgestrahlte Funkstunde. Es folgten das Hamburger Hafenkonzert (Juni 1929), das Echo des Tages (Oktober 1946) und die Informationssendung Zwischen Rhein und Weser (April 1950).